# Giovanni Galloni
Giovanni Prandini (ur. 16 czerwca 1927 w Paternò, zm. 23 kwietnia 2018 w Rzymie) – włoski polityk, prawnik i nauczyciel akademicki, deputowany i minister.

## Życiorys
Z wykształcenia prawnik, uzyskał uprawnienia adwokata. Specjalizował się w prawie rolnym, był wykładowcą na uniwersytetach w Neapolu, Florencji i Rzymie. Zaangażował się w działalność polityczną w ramach Chrześcijańskiej Demokracji, w latach 1982–1986 pełnił funkcję dyrektora partyjnego dziennika „Il Popolo”.
Od 1968 do 1990 sprawował mandat posła do Izby Deputowanych V, VI, VII, VIII, IX i X kadencji. Od lipca 1987 do lipca 1989 zajmował stanowisko ministra edukacji publicznej w rządach, którymi kierowali Giovanni Goria i Ciriaco De Mita. W latach 1990–1994 był wiceprzewodniczącym Najwyższej Rady Sądownictwa.
Odznaczony Orderem Zasługi Republiki Włoskiej I klasy (1990).